# Северни Анди
Северни Анди (шп. Cordillera Boreal) су део планинског венца Анда који се пружају између Карипских и Централних Анда, почев од Венецуеле на северу, преко Колумбије до Еквадора на југу. Правац простирања је североисток-југозапад, тачније између 12° сгш и 4-5° јгш. Највиши врх налази се у Еквадору, а то је вулкан Чимборасо, висине 6.282 метра.  

## Географија
Северни Анди са стоје се од три паралелна антиклиноријума у Колумбији и два у Еквадору. У Колумбији их сачињавају Источни, Централни и Западни. Источни Кордиљери (шп. Cordillera Oriental) састоје се од камбријског језгра грађеног од метаморфних стена. Преко њих леже моћни кредни седименти. Ерозија је оголила основу, а вулкани одсуствују. Венац се пружа од 2-7° сгш, одакле се дели на два паралелна крака — Сијера де Перија (3.750 м) са громадном планином Санта Марта (врх Пико Кристобал Колон - 5.775 м), који су на западу уз обалу Карипског мора у Колумбији и Кордиљера де Мерида са планином Невада (врх Боливар - 5.007 м), који је на истоку у Венецуели. Између ова два крака простире се велика удолина у којој се формирало језеро Маракаибо. Источне Кордиљере одваја од Централних удолина реке Магдалене.
Централни Кордиљери (шп. Cordillera Central) грађени су од палеозојских и мезозојских метаморфних и магматских стена. Доминирају бројни вулкани од којих се издвајају Толима (5.225 м), Руиз (5.400 м), Уила (5.750 м). Просечна висина овог венца је око 3.500-4.000 метара. Рашчлањен је токовима Магдалене и Каука. Западни Кордиљери (шп. Cordillera Occidental) стрмо се издижу изнад пацифичке обале. Од Панамских планина одваја их на северу долина реке Атрато. У неогену је овај угиб био веза Атлантика и Пацифика. Овај венац грађен је од кредних и јурских седимената прекривених вулканским слојевима. Од Централних их одваја долина реке Кауко. Највиша тачка је у близини еквадорске границе - 4.764 метара.
У јужном Колумбији и Еквадору Северни Анди се сужавају у два венца — Западне, грађене од мезозојских пешчара, кречњака и конгломерата и Источне, који се састоје од гнајса и шкриљаца. Основа ова венца прекривена је дебелим слојевима лаве. Просечна висина је 3.500-5.000 метара. Између њих простире се тектонска удолина са бројним високим котлинама („ојас“) висине 2.200-3.000 метара. Карактерише је појас активних и угашених вулкана — Котопаски (5.897 м), Чимборасо (6.310 м), Антисана (5.758 м), Алтар (5.319 м), Кајамбе (5.790 м) и др. Бројне купе су прекривене снегом и ледом, а са неких се спуштају и ледници.
Клима ових простора је жарка екваторијална. Температуре се крећу око 27-29 °C, а ваздух је веома засићен влагом. Количина падавина варира од 2.500-3.000 милиметара до 5.000-7.000 на тихоокеанском приморју. У Северним Андима су изражени климатско-вегетацијски појасеви, који имају своје карактеристичне називе. До 1.000-1.500 метара надморске висине је тијера калијенте („жарка земља“), следи тијера темплада („умерена земља“) до 2.500-3.000 метара, која је најповољнија за живот, па онда тјера фрија („хладна земља“) до 4.000 метара и на крају тијера елада („залеђена земља“). Преко 4.500 метара је појас вечитог снега и леда, са температурама испод 0 °C и појавом ледника.
Најзначајнији токови Северних Анда су реке Магдалена дужине 1.497 километара, која се улива у Карипско море и њена лева притока река Каука (1.349 км). Њихови токови раздвајају паралелне венце Анда. Осим њих значајна је и река Атрато дугачка 670 км, такође притока Карипског мора. Са Западних Кордиљера ка Пацифику спуштају се бројне мање реке од којих се могу издвојити Есмералдас и Гвајас (55 км).